# حوزه انتخابیه چهاردهم جورجیا
حوزه انتخابیه چهاردهم جورجیا یک حوزه انتخابیه مجلس نمایندگان آمریکا است که در ایالت جورجیا قرار دارد.